# Павленко, Сергей Васильевич
Серге́й Васи́льевич Павле́нко (5 мая 1952, Сумы, Украинская ССР, СССР — 3 февраля 2012, Москва) — советский и российский композитор в области симфонических и музыкально-камерных жанров. Ученик Николая Сидельникова и Эдисона Денисова, говоривший об их влиянии на своё творчество до конца жизни. Музыкальный руководитель Театра на Таганке (1976—1982).

## Биография
Родился 5 мая 1952 года в Сумах на Украине, вырос в Ростове-на-Дону.
В 1972—1977 годах учился в Московской государственной консерватории имени П. И. Чайковского по классу композиции Николая Сидельникова и по классу инструментовки Эдисона Денисова.
В 1976 году в двадцатичетырёхлетнем возрасте, ещё учась в Московской консерватории, занял пост музыкального руководителя Театра на Таганке. Принимал участие в выпуске спектаклей «Мастер и Маргарита», «Преступление и наказание», «Три сестры», «Владимир Высоцкий» и других. Автор музыки к спектаклю «Жалобная книга» (по А. П. Чехову). Создал для театра несколько спектаклей, шедших на малой сцене. В 1982 году ушёл из театра и занялся композиторской деятельностью.
В 1977—1980 годах учился в аспирантуре Московской государственной консерватории.
Композиторские интересы находились в сфере симфонических и камерно-музыкальных жанров. Несколько сочинений написал по заказу Международного ансамбля саксофонов Жан-Мари Лонде, голландского квартета кларнетов Анри Бока, немецкого ансамбля валторн Westdeutsches Hornen, кларнетистов Харри Спаарная (Нидерланды) и Жака Меррера (Франция), клавесинистки Петьи Кауфман (Швейцария), духового оркестра университета Таллахасси (Флорида, США).
В 1988 году «Пастораль» для квинтета саксофонов Павленко завоевала первую премию на Международном конкурсе композиторов в Париже.
Лауреат нескольких международных композиторских конкурсов.
В 2010 году принял участие в конкурсе композиторов YouTube с сочинением «Петербургские сновидения», в числе тринадцати участников прошёл в финал, но лауреатом не стал.
Умер от остановки сердца 3 февраля 2012 года в Москве. Похоронен в Москве на Николо-Архангельском кладбище.

## Личная жизнь
Был женат на Тамаре Катаевой.

## Участие в творческих организациях
- Член Союза композиторов СССР
- Член Союза композиторов России, член правления Союза московских композиторов (региональная организация)
- Член Ассоциации современной музыки-2 (АСМ-2)

## Сочинения
- Соната № 1 (1974—1975)
- «Что-то с телефоном», музыка к кинофильму (1979)
- Соната № 2 (1981)
- «В манере Гогена» для кларнета, скрипки, виолончели и фортепиано (1994)
- L’Imparfait («Приношение памяти Эдисона Денисова») для флейты, кларнета, струнного трио и фортепиано (1997)
- s.pavlenko@scherzo.ru для ансамбля (2001)
- «Портрет композитора в интерьере» («Виктору Екимовскому в день выхода на заслуженный отдых, дружески») для 7 исполнителей (2007)
- «Векторное пространство» для ансамбля (2008)
- «Петербургские сновидения» для симфонического оркестра (2010)